# HMS Invincible (1907)
HMS Invincible – brytyjski krążownik liniowy z okresu I wojny światowej. Należał do serii trzech okrętów typu Invincible, pierwszych na świecie jednostek tej klasy.
Do służby w Royal Navy wszedł w 1909 roku. W chwili wybuchu I wojny światowej bazował w Wielkiej Brytanii. Wziął udział w pierwszej bitwie koło Helgolandu 28 sierpnia 1914 roku. W listopadzie został wraz z bliźniaczym „Inflexible” wysłany na południowy Atlantyk w poszukiwaniu okrętów Eskadry Wschodnioazjatyckiej admirała von Spee i 8 grudnia 1914 roku uczestniczył w zwycięskiej bitwie koło Falklandów.
31 maja 1916 roku wziął udział w bitwie jutlandzkiej – największym starciu flot w I wojnie światowej – jako okręt flagowy dowódcy 3. Eskadry Krążowników Liniowych, kontradmirała Horace'a Hooda. W trakcie pojedynku artyleryjskiego z niemieckimi odpowiednikami: „Lützowem” i „Derfflingerem”, został trafiony w jedną z wież artyleryjskich na śródokręciu, co spowodowało eksplozję ładunków w komorach amunicyjnych i błyskawiczne zniszczenie okrętu. Z 1032 osób obecnych na pokładzie „Invincible” podczas bitwy, uratowano jedynie sześć.

## Projektowanie i budowa
W 1906 roku, po zaledwie czternastu miesiącach od dnia położenia stępki, wszedł do służby w Royal Navy nowatorski, zbudowany według koncepcji all-big-gun (same wielkie działa – jednolite uzbrojenie głównego kalibru), pancernik „Dreadnought”. Nieco wcześniej w tym samym roku rozpoczęto w brytyjskich stoczniach konstruowanie trzech okrętów, które dały początek nowej klasie krążowników liniowych. Łączyły one w sobie uzbrojenie nowych pancerników (drednotów) z prędkością właściwą krążownikom.
Stępkę pod okręt, który dał nazwę swojemu typowi, położono w stoczni koncernu Armstrong Whitworth w Elswick (Newcastle upon Tyne) 2 kwietnia 1906 roku. Wodowanie odbyło się nieco ponad rok później, 13 kwietnia 1907 roku, a matką chrzestną została lady Allendale. Okręt był szóstą od 1747 roku jednostką Royal Navy noszącą tę nazwę.
28 grudnia 1907 roku w stojący przy nabrzeżu stoczniowym kadłub okrętu uderzył przepływający węglowiec „Oden”. W wyniku kolizji wgnieceniu uległy blachy poszycia. Prace wyposażeniowe na krążowniku przeciągały się w związku z wytypowaniem go do montażu eksperymentalnych wież artyleryjskich z elektrycznym napędem mechanizmów obrotu i podniesienia. Próbne strzelania w październiku 1908 roku wykazały obecność licznych usterek, co wymagało powrotu do stoczni. Okręt opuścił ją 16 marca 1909 roku, udając się do Portsmouth. W dwa dni później zderzył się w morzu z brygantyną „Mary Ann”, nie odnosząc większych uszkodzeń. Ostatecznie „Invincible” został przejęty przez brytyjską marynarkę wojenną 20 marca 1909 roku w Portsmouth. Koszt budowy, wyłączając uzbrojenie, wyniósł 1 677 415 funtów.

## Opis konstrukcji
Krążowniki liniowe typu Invincible miały długość całkowitą 172,8 m i szerokość maksymalną 23,9 m. Wyporność konstrukcyjna miała wynosić według projektu 17 250 ts, po wejściu do służby określoną ją dla „Invincible” na 17 330 ts, zaś pełną na 19 940 ts. Przeciętne zanurzenie przy wyporności konstrukcyjnej wynosiło 8 m, a przy pełnym obciążeniu 9,1 m.
Napęd okrętu stanowiły dwa zdwojone zespoły turbin parowych systemu Parsonsa, umieszczone w oddzielnych maszynowniach. Każdy składał się z dwóch turbin wysokiego ciśnienia, napędzających zewnętrzny wał napędowy oraz dwóch turbin niskiego ciśnienia, napędzających wał wewnętrzny. Ponadto okręty zostały wyposażone w dwie turbiny marszowe, dla niskich prędkości, również napędzające wały wewnętrzne. Sprawiały one jednak kłopoty w eksploatacji i w praktyce nie były używane. Parę do turbin dostarczało 31 kotłów wodnorurkowych typu Babcock & Wilcox, opalanych węglem z zainstalowanym systemem wtryskiwaczy paliwa płynnego, rozmieszczonych w czterech oddzielnych kotłowniach. Łączna nominalna moc siłowni wynosiła 41 000 shp, co zapewniało projektowaną prędkość 25 węzłów. Na próbach „Invincible” osiągnął na mili pomiarowej 26,64 węzła przy mocy maksymalnej 46 500 shp. Okręt posiadał dwa stery, umocowane równolegle na rufie bezpośrednio za śrubami wewnętrznych wałów napędowych.
Głównym uzbrojeniem krążownika było osiem armat BL Mk X kalibru 305 mm (12 cali), o długości lufy 45 kalibrów, umieszczonych w czterech wieżach artyleryjskich o eksperymentalnym, elektrycznym napędzie mechanizmów obrotu i podniesienia. Były one rozmieszczone po jednej na dziobie (wieża „A”) i rufie („X”), w osi symetrii okrętów oraz dwie diagonalnie na burtach na śródokręciu (wieże „P” na prawej i „Q” na lewej burcie). Na dziobie i rufie zamontowano wieże typu Mk BIX produkcji Vickersa, zaś na śródokręciu Mk BX produkcji Armstronga. Kontrakt zawarty z producentami przewidywał wymianę wież na koszt koncernów w przypadku niepowodzenia eksperymentu, co ostatecznie nastąpiło na przełomie 1913 i 1914 roku. Krążownik otrzymał wtedy, wzorem bliźniaczych jednostek, cztery wieże artyleryjskie Mk BVIII, o klasycznym, hydraulicznym napędzie obrotu i podniesienia, identycznych jak montowane na „Dreadnoughcie” i pancernikach typów Lord Nelson oraz Bellerophon. Ich producentem był koncern Vickersa.
Do zwalczania lżejszych jednostek zainstalowano nowe armaty QF Mk III kalibru 102 mm (4 cale). W momencie wejścia do służby krążownik miał szesnaście takich dział, montowanych na podstawach PI* po cztery na nadbudówkach dziobowej i rufowej oraz po dwa na dachach wież artyleryjskich. W toku służby były one wymieniane na nowsze modele dział, a w związku z wzrastającym zagrożeniem ze strony szybko rozwijającego się lotnictwa okręt otrzymał w 1914 roku działo 3-funtowe Hotchkiss, uzupełnione później przez działo przeciwlotnicze Mk I kal. 76 mm. Broń podwodną stanowiło pięć podwodnych wyrzutni torpedowych kalibru 450 mm (18 cali), jedną na rufie, cztery prostopadle do osi podłużnej okrętów, po dwie na burcie, w części dziobowej. Zapas torped wynosił 23 sztuki. Uzbrojenie uzupełniało pięć (według innych źródeł siedem) przenośnych karabinów maszynowych Maxim kal. 7,7 mm.
Wobec założeń przyjętych podczas projektowania okrętów typu Invincible oraz konieczności poczynienia znacznych oszczędności tonażowych dla zrównoważenia wagi rozbudowanej siłowni, ochrona pancerna nowych jednostek pozostała niemal na poziomie starszych krążowników pancernych typu Minotaur. Główny pas pancerny na burcie miał grubość 152 mm (6 cali) i rozciągał się pomiędzy dziobową i rufową wieżą artyleryjską. Tworzył on pancerną cytadelę, chroniącą najważniejsze mechanizmy okrętów, zamkniętą z przodu i z tyłu grodziami pancernymi o grubości odpowiednio 178 i 152 mm (7 i 6 cali). Pancerz na dziobie, poza obszarem cytadeli, miał grubość 102 mm (4 cale). Czoła wież artyleryjskich i ich barbety poza obszarem chronionym głównym pasem pancernym miały grubość 178 mm, dachy wież 76 mm a boki 64 mm. Ochronę poziomą stanowiły dwa pokłady pancerne: górny o grubości 19−25 mm i dolny, gruby na 38−64 mm. Zabezpieczeniem przed skutkami wybuchów podwodnych były pancerne osłony komór amunicyjnych o grubości 64 mm. Przestrzeń pomiędzy osłonami a burtami była wypełniona węglem. Całość opancerzenia wykonana była z utwardzanej powierzchniowo stali Kruppa.
Projektowana załoga okrętu miała liczyć 729 oficerów, podoficerów i marynarzy, podczas wojny szybko wzrosła i w czasie bitwy jutlandzkiej liczyła 1032 osoby.

## Przebieg służby

### Lata przedwojenne
Pierwszym dowódcą okrętu, który wszedł w skład 1. Eskadry Krążowników (1st Cruiser Squadron) Home Fleet, został komandor Mark E.F. Kerr. Pierwsze miesiące służby krążownika upłynęły na manewrach i kolejnych pobytach w stoczni, celem przeprowadzenia napraw ciągle sprawiającego kłopoty elektrycznego napędu wież artyleryjskich. Pewnym urozmaiceniem był udział w paradach floty: 12 czerwca 1909 roku w Spithead, 2 lipca tegoż roku w Southend-on-Sea i 24 czerwca 1911 roku w rewii koronacyjnej króla Jerzego V w Spithead, oraz kurtuazyjna wizyta zespołu krążowników w Norwegii i Danii we wrześniu 1912 roku. W tym czasie kolejnymi dowódcami okrętu byli komandorzy: Richard P.F. Purefoy (od 28 marca 1911 roku) i Michael Culme-Seymour (od 1 maja 1912 roku). Pod koniec 1911 roku dla okrętów nowej klasy przyjęto nową nazwę: krążowniki liniowe (ang. battlecruiser). Wiązało się to również ze zmianą nazwy związków taktycznych: dotychczasowa 1. Eskadra Krążowników została przemianowana na 1. Eskadrę Krążowników Liniowych (1st Battlesruiser Squadron, 1 BCS).
17 marca 1913 roku „Invincible” zderzył się w zatoce Stokes z okrętem podwodnym C34, z winy tego ostatniego, nie odnosząc uszkodzeń. W sierpniu 1913 roku krążownik przeszedł na Morze Śródziemne, wchodząc w skład 2. Eskadry Krążowników Liniowych Floty Śródziemnomorskiej, grupującej od tej chwili wszystkie trzy jednostki typu Invincible. Wiązało się to z kolejną zmianą dowódcy, którym został komandor Henry B. Pelly. Jednak wobec ciągłych kłopotów z napędem wież artylerii głównej, okręt powrócił w marcu następnego roku do Wielkiej Brytanii, do Portsmouth, na remont połączony z ich wymianą na tradycyjne, o napędzie hydraulicznym. Trwał on aż do wybuchu działań wojennych w sierpniu 1914 roku.

### Bitwa koło Helgolandu
1 sierpnia 1914 roku „Invincible” otrzymał nowego dowódcę, komandora Charlesa Martin-de-Bartolomé'a, a 3 sierpnia powrócił oficjalnie do służby liniowej. Kilkanaście dni później został okrętem flagowym kontradmirała Archibalda Moore’a, tworząc wraz z „New Zealand” 2. Eskadrę Krążowników Liniowych Grand Fleet.
Obydwa okręty wzięły udział w pierwszym większym starciu flot w I wojnie światowej: bitwie koło Helgolandu 28 sierpnia 1914 roku. Dwie eskadry krążowników liniowych pod wspólnym dowództwem wiceadmirała Davida Beatty’ego stanowiły według planu odwód sił lekkich operujących przeciwko flocie niemieckiej w Zatoce Helgolandzkiej. Wobec niekorzystnie rozwijającej się sytuacji podczas pierwszej fazy bitwy, gdy zespół Harwich Force komodora Reginalda Tyrwhitta znalazł się pod presją przeważających sił Kaiserliche Marine, admirał Beatty został wezwany na pomoc. Jego krążowniki liniowe weszły do akcji nie mając równorzędnych przeciwników, toteż szybko rozstrzygnęły losy starcia, zatapiając ogniem artyleryjskim dwa niemieckie krążowniki lekkie. Natychmiast po tym, gdy reszta okrętów niemieckich skryła się we mgle, admirał Beatty dał rozkaz powrotu, obawiając się możliwej interwencji ciężkich okrętów Hochseeflotte, stacjonujących na pobliskich kotwicowiskach.
Bitwa zakończyła się zdecydowanym zwycięstwem Royal Navy. Brytyjczycy stracili jedynie 35 zabitych i mieli poważnie uszkodzony jeden krążownik lekki, podczas gdy straty wśród Niemców wyniosły 712 zabitych i 336 wziętych do niewoli marynarzy oraz trzy zatopione krążowniki i niszczyciel.
„Invincible” i „New Zealand” tworzyły tzw. Zespół Krążowników K (ang. Cruiser Force K), który stanowił odwód i praktycznie nie wziął udziału w bitwie. Artylerzyści okrętu flagowego admirała Moore’a wystrzelili jedynie 18 pocisków kalibru 305 mm do unieruchomionego krążownika lekkiego „Cöln”, fatalnie chybiając.
We wrześniu do 2. Eskadry Krążowników Liniowych dołączył „Inflexible”. Na początku października okręty patrolowały cieśninę pomiędzy Szetlandami a Wyspami Owczymi, osłaniając transport wojsk kanadyjskich płynących do Europy. W drugiej połowie miesiąca wyszły w rejon Zatoki Helgolandzkiej, dla wsparcia planowanego pierwszego rajdu na Cuxhaven. Po jego odwołaniu z powodu złej pogody okrętu powróciły do portów 25 października.

### Bitwa koło Falklandów
4 listopada 1914 roku Admiralicja otrzymała wiadomość o rozgromieniu brytyjskiej Eskadry Indii Zachodnich przez okręty Eskadry Wschodnioazjatyckiej admirała von Spee. W obliczu kolejnej porażki i zagrożenia, jakie stwarzały dla żeglugi alianckiej jednostki niemieckie (krążowniki pancerne „Scharnhorst” i „Gneisenau” oraz trzy krążowniki lekkie), już następnego dnia zapadła decyzja o wysłaniu na południowy Atlantyk dwóch krążowników liniowych, wydzielonych ze składu Grand Fleet. Miały to być bliźniacze „Invincible” i „Inflexible”. Dowódcą eskadry został mianowany wiceadmirał Frederick Doveton Sturdee, który wybrał na swój okręt flagowy „Invincible”. Spowodowało to następną zmianę dowódcy okrętu, którym został komandor Tufton P.H. Beamish.
5 listopada obydwa okręty przeszły z Cromarty do bazy Devonport, gdzie zostały poddane drobnym naprawom i zaopatrzone w zapasy i amunicję. 11 listopada eskadra wypłynęła na poszukiwanie niemieckich krążowników. Przez Wyspy Zielonego Przylądka i bezludny archipelag Abrolhos dotarła 7 grudnia do Port Stanley na Falklandach. Następnego dnia w rejon wysp dotarła niemiecka Eskadra Dalekowschodnia, której dowódca, nie spodziewając się obecności zespołu admirała Sturdee, planował wysadzenie w porcie desantu i aresztowanie gubernatora archipelagu. Po zaobserwowaniu zbliżających się okrętów niemieckich jako pierwsi otworzyli ogień artylerzyści starego pancernika „Canopus”, osadzonego na mieliźnie jako pływająca bateria. Rozpoznając niebezpieczeństwo, admirał von Spee rozkazał swojej eskadrze zawrócić na południowy wschód.
Brytyjskie okręty wyszły z Port Stanley po około godzinie i rozpoczęły pościg za oddalającymi się Niemcami. Korzystając z przewagi prędkości, doszły po kolejnych dwóch godzinach na odległość maksymalnego skutecznego strzału (około 15 000 m). „Inflexible” otworzył ogień z wieży dziobowej o 12.55 czasu lokalnego. Początkowo był on niecelny, dopiero w dalszej fazie bitwy, po zmniejszeniu dystansu i wejściu do walki pozostałych wież artyleryjskich, brytyjskie pociski zaczęły poważniej uszkadzać okręty przeciwnika. Postrzelany i płonący „Scharnhorst” zatonął o 16.17, wraz z całą załogą. Brytyjskie krążowniki liniowe kontynuowały pościg za uszkodzonym „Gneisenau”, płynącym ze zmniejszoną prędkością. Wystrzeliwując niemal całą dostępną amunicję, „Invincible” i „Inflexible” zatopiły wreszcie, kilka minut po godzinie 20.00, niemiecki okręt, po czym przystąpiły do akcji ratowniczej.
W równoległym pościgu towarzyszące admirałowi Sturdee krążowniki lekkie dogoniły i zatopiły dwa z trzech niemieckich odpowiedników. Trzeci, „Dresden”, uszedł i został osaczony przez brytyjskie okręty dopiero 9 marca 1915 roku u wybrzeży Chile.
Artylerzyści „Invincible” wystrzelili podczas bitwy 513 pocisków kalibru 305 mm („Inflexible” aż 661), łącznie notując 74 trafienia na obydwu niemieckich krążownikach pancernych (według ocalałych Niemców nawet mniejszą liczbę). Brytyjski okręt został trafiony 22 razy, w tym 12 pociskami kalibru 210 mm, sześcioma kalibru 150 mm, zaś cztery trafienia były niemożliwe do zidentyfikowania. Szczęśliwie nie miał strat wśród załogi, chociaż uszkodzenia były poważne, i krążownik powrócił na wody europejskie z dużym przechyłem na burtę. Jeden z pocisków niemieckich zdemolował kantynę okrętową, której pozostałości zostały wkrótce po bitwie splądrowane przez załogę.
16 grudnia „Invincible” z admirałem Sturdee wypłynął w drogę powrotną do Europy. Odniesione uszkodzenia były naprawiane w czasie pobytu w Gibraltarze w styczniu i lutym 1915 roku.

### Bitwa jutlandzka
Krążownik liniowy powrócił do Wielkiej Brytanii w końcu lutego 1915 roku i został skierowany do Scapa Flow na ćwiczenia artyleryjskie. Dokończono również kompletowanie nowoczesnego systemu kierowania ogniem, którego brakowało we wcześniejszych starciach. Wkrótce potem, wraz z bliźniaczymi „Inflexible” i „Indomitable” utworzył 3. Eskadrę Krążowników Liniowych, w składzie Floty Krążowników Liniowych wiceadmirała Beatty’ego. Jej dowódca, kontradmirał Horace Hood, podniósł swą flagę na „Invincible”. Nowym, ostatnim już dowódcą okrętu został komandor Arthur L. Cay. W kwietniu krążownik przeszedł do macierzystej stoczni, gdzie wymieniono mu lufy dział, zużyte po bitwie koło Falklandów. Od 26 maja 1915 roku był okrętem flagowym dowódcy eskadry, kontradmirała Horace'a Hooda.
Wobec znikomej aktywności Hochseeflotte w tym okresie, większość czasu służby upływała na ćwiczeniach i podnoszeniu sprawności bojowej. Cała Flota Krążowników Liniowych (10 jednostek) wyszła w morze na początku grudnia 1915 roku dla odbycia strzelań z dział głównych kalibrów. Podobne ćwiczenia odbyły się jeszcze trzykrotnie w okresie do marca 1916 roku. 24 kwietnia, podczas próby przechwycenia niemieckich okrętów bombardujących Yarmouth i Lowestoft, „Invincible” zderzył się we mgle z patrolującym wody wokół wyspy Farne zmobilizowanym jachtem „Goissa”. Dziób jachtu wbił się w burtę krążownika, powodując uszkodzenia i zmniejszenie prędkości. W efekcie do 22 maja okręt był dokowany w Rosyth.
W ostatnich dniach maja 1916 roku wszystkie trzy krążowniki 3. Eskadry przeszły z Rosyth do Scapa Flow, dołączając do głównych sił Grand Fleet na czas ćwiczeń artyleryjskich. 30 maja flota brytyjska otrzymała rozkaz wyjścia w morze, spowodowany przechwyceniem i rozszyfrowaniem niemieckiej korespondencji radiowej. Wynikało z niej, że Hochseeflotte przygotowuje na najbliższe dni akcję ofensywną. 3. Eskadra Krążowników Liniowych, przebywająca na akwenie ćwiczeń, miała je natychmiast przerwać i dołączyć do sił głównych.
Bitwę rozpoczęły po obydwu stronach krążowniki liniowe. W pierwszej fazie starcia Brytyjczycy ponieśli poważne straty: w eksplozjach komór amunicyjnych zatonęły „Indefatigable” i „Queen Mary”. W kolejnych godzinach, gdy na pole walki dotarła całość sił Grand Fleet, admirał John Jellicoe zdecydował dołączyć 3. Eskadrę do pozostałych okrętów Davida Beatty’ego, po raz kolejny atakujących linię jednostek niemieckich. O godzinie 5.36 (czasu GMT) zespół kontradmirała Hooda starł się z niemieckimi krążownikami lekkimi 2. Grupy Rozpoznawczej. Wkrótce potem – jako awangarda floty brytyjskiej – związały się walką z groźniejszym przeciwnikiem: niemieckimi krążownikami liniowymi admirała Hippera.
Po wejściu do akcji artylerzyści „Invincible” trafieniem w siłownię krążownika lekkiego „Wiesbaden” spowodowali jego unieruchomienie. W dalszej fazie starcia doszło do pojedynku z niemiecką 1. Grupą Rozpoznawczą admirała Franza Hippera. „Invincible” i „Inflexible” obrały za cel „Lützow”, uzyskując łącznie osiem trafień, z których dwa, wystrzelone najprawdopodobniej z okrętu flagowego, doprowadziły w konsekwencji do zatonięcia niemieckiego krążownika. Jednak również „Invincible” został trafiony salwami z „Lützowa” i „Derfflingera”. Jeden z pocisków tego ostatniego trafił w dach lewej wieży artyleryjskiej na śródokręciu („Q”), powodując najprawdopodobniej pożar i eksplozję ładunków w komorach amunicyjnych. Słup ognia i dymu osiągnął według naocznych świadków wysokość 120 metrów. Doprowadziło to do natychmiastowego przełamania się okrętu i zatonięcia najpierw części dziobowej, a po południu 1 czerwca również rufowej. 

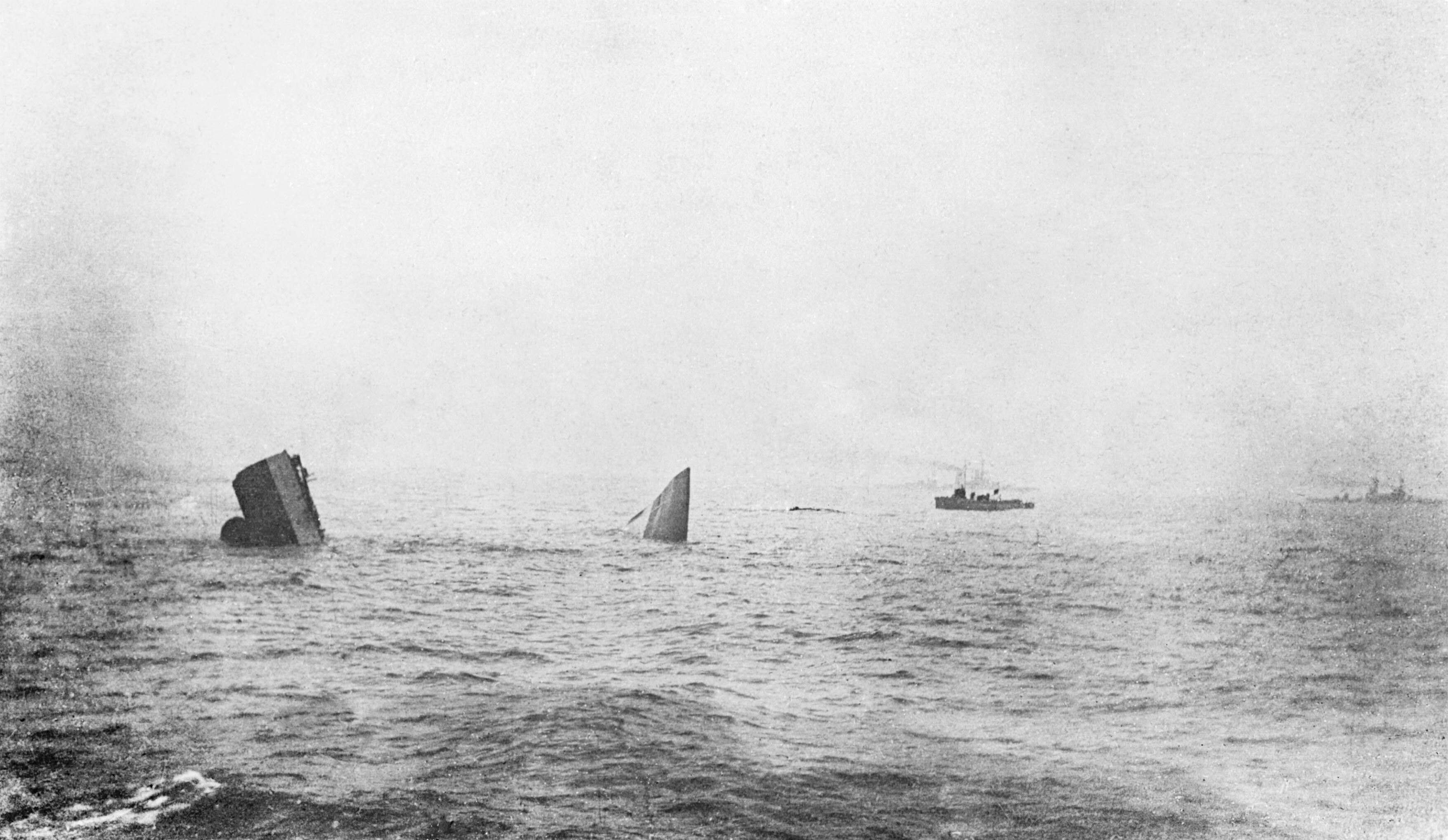
Tonący „Invincible”

Przepływając przez miejsce tragedii, dwa ocalałe krążowniki 3. Eskadry, zgodnie z brytyjską zasadą wojenną, nie poświęciły ani chwili na akcję ratowniczą. Odesłany przez wiceadmirała Beatty’ego na miejsce katastrofy niszczyciel „Badger” uratował jedynie sześciu marynarzy z liczącej w dniu bitwy 1032 osoby załogi okrętu. Wśród ofiar był zarówno kontradmirał Hood, jak i dowódca okrętu, komandor Cay. Jednym z uratowanych był oficer artyleryjski krążownika, komandor porucznik Hubert Edward Dannreuther, który za swą postawę został uhonorowany Distinguished Service Order i rosyjskim Orderem św. Anny.
Grand Fleet powołała dwie komisje w celu zbadania utraty podczas bitwy na skutek wybuchów trzech krążowniów liniowych. Ich ustalenia obwiniły złą konstrukcję okrętów – słabe opancerzenie poziome, złą konstrukcję wież i podajników i niestabilność chemiczną kordytu, która wersja następnie stała się obowiązująca. Według jednak obecnych ustaleń, prawdopodobną przyczyną katastrofalnych w skutkach wybuchów było nieprzestrzeganie procedur bezpieczeństwa poprzez gromadzenie w pomieszczeniach podajników licznych otwartych pojemników z ładunkami prochowymi, akceptowane przez dowództwo, dla którego priorytetem była jak największa szybkostrzelność. W szczególności praktykę taką na „Invincible” potwierdził przed komisją ocalały oficer artyleryjski Hubert Dannreuther.
Wrak „Invincible” został zlokalizowany w 1919 roku, zaś w drugiej połowie XX wieku spenetrowany przez nurków. Jest przełamany na dwie części, przy czym część dziobowa spoczywa na dnie w pozycji odwróconej, rufa zaś stępką do dołu. Obydwie wieże śródokręcia wraz z barbetami znajdują się poza obrębem kadłuba, wieża Q jest mocno zniszczona eksplozją. Wieża rufowa, z zerwanym dachem, osadzona jest w swoim łożu, obydwa jej działa są załadowane, a ich zamki zamknięte. Wrak chroniony jest obecnie przez The Protection of Military Remains Act.
Okręt został upamiętniony w 1917 roku przez nadanie nazwy Mount Invincible szczytowi (2670 m n.p.m.) w paśmie Canadian Rockies. Nazwę tę nosił później lotniskowiec brytyjski.